# Soham Al-Suadi
Soham Al-Suadi (* 1980 in Berlin) ist eine deutsche evangelische Theologin. Seit 2017 lehrt sie als Professorin für Neues Testament (NT) an der Universität Rostock.

## Leben
Al-Suadi studierte von 2000 bis 2003 Humanmedizin an der Humboldt-Universität zu Berlin und von 2003 bis 2008 Evangelische Theologie in Berlin, Neuendettelsau und Basel, wo sie 2008 den Master of Theology erwarb. Von 2008 bis 2010 war sie Doktorandin im SNF-Projekt „Tischgemeinschaften. Orte religiöser Praxis und Identität im Judentum zur Zeit des zweiten Tempels und im frühen Christentum“ bei Ekkehard W. Stegemann an der Theologischen Fakultät Basel. Nach der Promotion 2010 zur Dr. theol. durch die Theologische Fakultät der Universität Basel wurde sie 2011 Assistentin von Kurt Erlemann (NT und Alte Kirche) an der Universität Wuppertal. Von 2012 bis 2016 war sie Assistentin von Rainer Hirsch-Luipold (NT) an der Theologischen Fakultät der Universität Bern.
Nach der Habilitation 2015 und Venia Docendi für Neues Testament an der Universität Bern mit der Habilitationsschrift Inspiration und Auslegung – Synchron-literarische Motivinterpretation vom Geist inspirierter Rede im Lukasevangelium war sie von 2015 von 2016 theologische Projektleiterin der evangelisch-reformierten Landeskirchen der Deutschschweiz in der wtb-Projektstelle. Im Wintersemester 2015 vertrat sie den Lehrstuhl für Neues Testament bei Markus Öhler an der Universität Wien. Eckart Reinmuth vertrat sie im Sommersemester 2017 auf dem Lehrstuhl für Neues Testament in Rostock.
Seit Juli 2017 lehrt Al-Suadi als Professorin für Neues Testament an der Universität Rostock. Im Wintersemester 2020/2021 wurde sie Studiendekanin der Theologischen Fakultät und Leiterin des Departements „Wissen – Kultur – Transformation“ der Interdisziplinären Fakultät der Universität Rostock. Im Sommersemester 2021 wurde sie Prodekanin der Theologischen Fakultät.
Ihre Forschungsschwerpunkte sind Theologie und Exegese des Neuen Testaments mit dem Schwerpunkt Paulinische Briefe und Evangelien, sozial- und kulturwissenschaftliche Exegese des Neuen Testaments mit einem Schwerpunkt auf antiken Mahlkulturen sowie Hermeneutik und Methodik. Darüber hinaus hat sie 2023 das interdisziplinäre Drittmittelprojekt „GenderVarianten“ eingeworben, in dem es um Revisionen von Genderkonstruktionen in Textüberlieferungen geht.
Außerdem ist Al-Suadi als Mitherausgeberin der Zeitschrift Kirche und Israel sowie der Reihe Judentum und Christentum bei Kohlhammer.

## Publikationen (Auswahl)
- Essen als Christusgläubige. Ritualtheoretische Exegese paulinischer Texte (= Texte und Arbeiten zum neutestamentlichen Zeitalter, Band 55). Francke, Tübingen 2011, ISBN 978-3-7720-8421-8 (zugleich Dissertation, Basel 2010).
- als Herausgeberin mit Gabriel Levy und Sarah Ross: Judaism and Emotion – Texts, Performance, Experience (= Studies in Judaism, Band 7). Peter Lang, New York 2013, ISBN 978-1-4331-1872-2 (englisch).
- als Herausgeberin mit Peter-Ben Smit: Christian Meals in the Greco-Roman World (= T&T Clark Handbooks). Bloomsbury T&T Clark, London 2019, ISBN 978-0-567666-40-6 (englisch).
- mit Peter Altmann: Essen und Trinken. Lebenswelten der Bibel. Gütersloher Verlagshaus, Gütersloh 2019, ISBN 978-3-579-08235-6.
- mit Gotlind Ulshöfer (Hg.): Biblical Texts in Digitalization. Towards Critical Digital Biblical Studies. Tübingen 2021, Tübingen University Press.
- mit Christoph Werner, Zacharias Shoukry, und Frank Krüger (2024): A Corpus of Biblical Names in the Greek New Testament to Study the Additions, Omissions, and Variations across Different Manuscripts (online verfügbar).